# Gemeindebackhaus (Wellmersdorf)

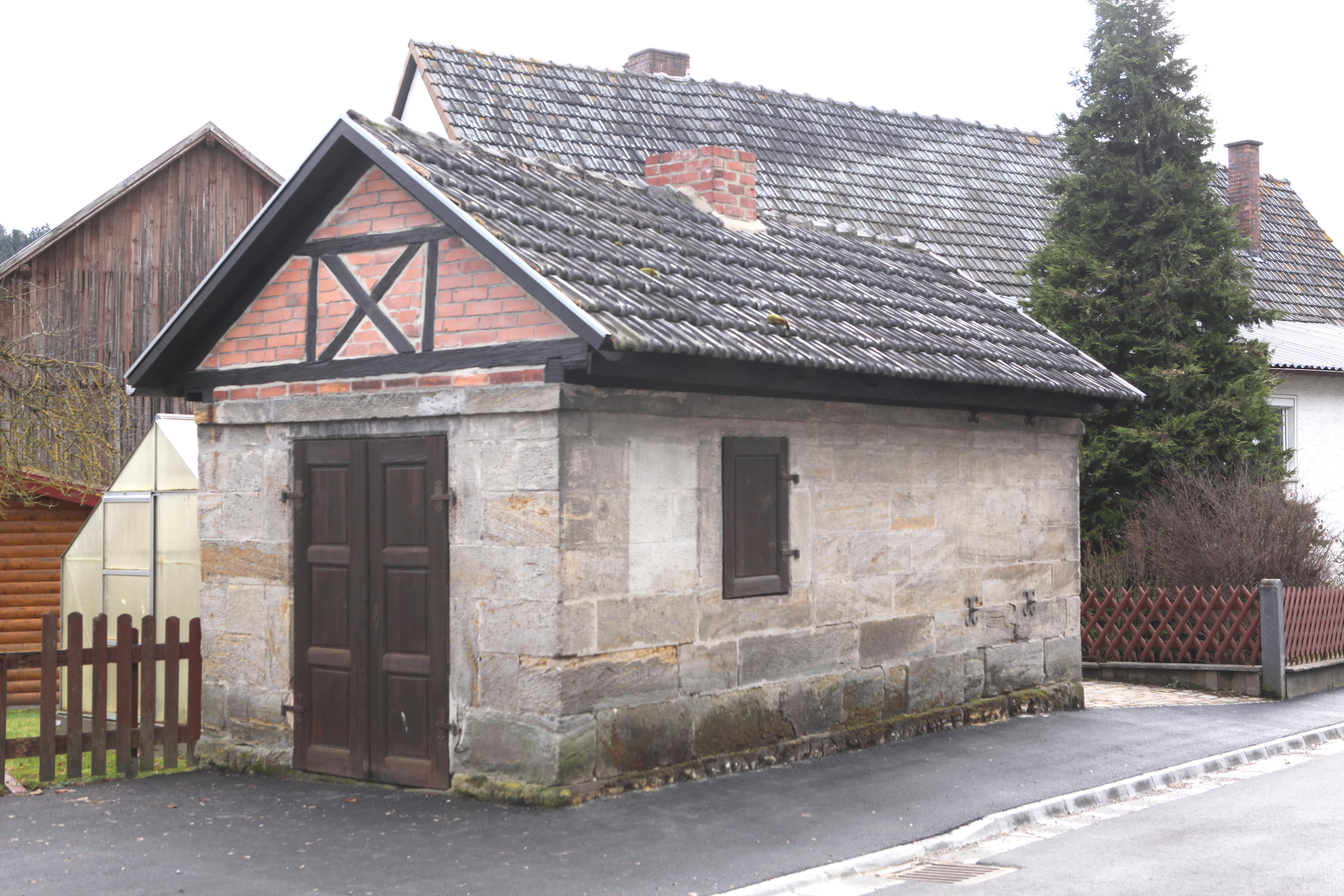
Gemeindebackhaus in Wellmersdorf

Das Gemeindebackhaus in Wellmersdorf, einem Gemeindeteil von Neustadt bei Coburg im oberfränkischen Landkreis Coburg in Bayern, wurde um 1840 errichtet. Das Backhaus an der Kupferbergstraße ist ein geschütztes Baudenkmal.
Der erdgeschossige Sandsteinquaderbau mit Satteldach besitzt einen Fachwerkgiebel mit Backsteingefachen.
Zum Backhaus gehört auch eine Viehwaage.